# Andrea Verga
 (juillet 2022).
Si vous disposez d'ouvrages ou d'articles de référence ou si vous connaissez des sites web de qualité traitant du thème abordé ici, merci de compléter l'article en donnant les références utiles à sa vérifiabilité et en les liant à la section « Notes et références ».
Pour les articles homonymes, voir Verga.
Andrea Verga, né à Treviglio, est un professeur de psychiatrie clinique à l'Ospedale Maggiore de Milan. 
En 1864, avec Serafino Biffi (1822-1899), il fonde l'Archivio Italiano per le malattie nervose e più particolarmente per le alienazioni mentali (Archives italiennes pour les maladies nerveuses et les maladies mentales). On se souvient de Verga pour son travail de pionnier dans l'étude de l'aliéné criminel, ainsi que ses premières recherches sur l'acrophobie, une condition dont il a personnellement souffert. En 1851, il a décrit une extension postérieure du cavum septi pellucidi, une anomalie qui se trouve dans un petit pourcentage du cerveau humain. Il a ensuite été nommé cavum Vergae (ventricule de Verga), ou sixième ventricule. Ce nom est considéré comme un terme impropre, car le ventricule de Verga ne contient pas de liquide céphalo-rachidien et n'est pas bordé d'épendyme. Verga est enterré à Milan, au cimetière monumental de la ville.